# Papuargia stueberi
Papuargia stueberi – gatunek ważki z rodziny pióronogowatych (Platycnemididae). Endemit Nowej Gwinei, znany tylko z dwóch stwierdzeń z kwietnia i maja 1937 roku, w trakcie których zebrano łącznie 15 okazów.